# How Could Hell Be Any Worse?
How Could Hell Be Any Worse? is het eerste studioalbum van de Amerikaanse punkband Bad Religion. Het werd gefinancierd door een lening van $1.000 van gitarist Brett Gurewitz' vader.
"We're Only Gonna Die" en "Fuck Armageddon... This Is Hell!" werden al snel de favorieten en waren gebruikelijk in liveshows. Beide nummers zijn te zien op de dvd's Along the Way en Live at the Palladium.
Vele latere punkgroepen, zoals Death by Stereo, noemen dit album als hebbende een grote invloed op hun speelstijl.
Het album werd gekozen als drie na beste punkalbum van het jaar door Sputnikmusic.

## Tracklist
1. "We're Only Gonna Die" – 2:12 (Greg Graffin)
2. "Latch Key Kids" – 1:38 (Greg Graffin)
3. "Part III" – 1:48 (Greg Graffin)
4. "Faith in God" – 1:50 (Greg Graffin)
5. "Fuck Armageddon... This Is Hell!" – 2:48 (Greg Graffin)
6. "Pity" – 2:00 (Greg Graffin)
7. "In the Night" – 3:25 (Brett Gurewitz)
8. "Damned to Be Free" – 1:58 (Greg Graffin)
9. "White Trash (2nd Generation)" – 2:21 (Brett Gurewitz)
10. "American Dream" – 1:41 (Brett Gurewitz)
11. "Eat Your Dog" – 1:04 (Greg Graffin)
12. "Voice of God is Government" – 2:54 (Jay Bentley)
13. "Oligarchy" – 1:01 (Brett Gurewitz)
14. "Doing Time" – 3:00 (Brett Gurewitz)

Noot: tussen haakjes staat de tekstschrijver.

## Medewerkers
- Greg Graffin - zang
- Brett Gurewitz - gitaar
- Jay Bentley - basgitaar
- Peter Finestone - drums in de nummers 1, 3, 4, 6, 7 en 13
- Jay Ziskrout - drums in de nummers 2, 5, 8, 9, 10, 11, 12 en 14
- Greg Hetson - gitaarsolo in "Part III"